# Paul Rodde

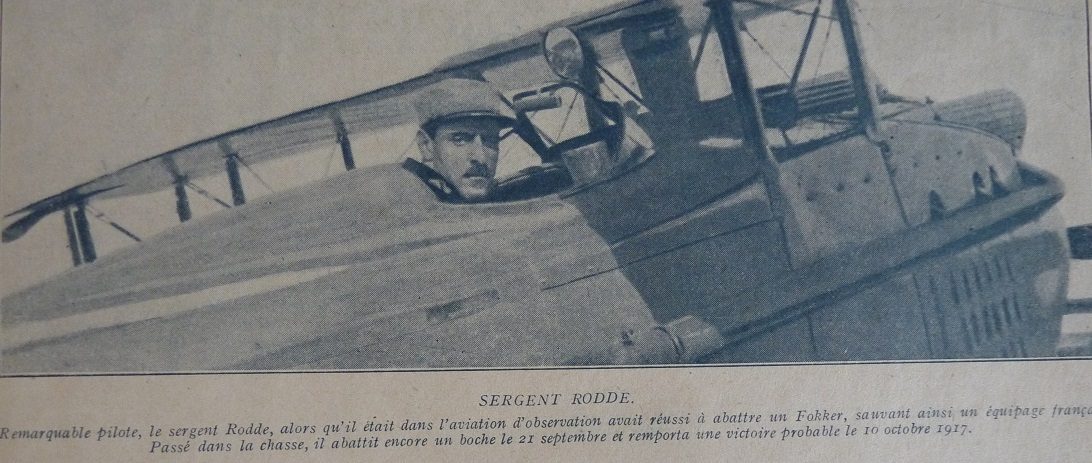
L'as Paul Rodde aux commandes de son avion

 Paul Georges Alexandre Rodde , né le 17 mai 1894 à Fontainebleau et mort le 29 octobre 1917 à Rosnay (Marne), est l'un des 182 pilotes de guerre français de la Première Guerre mondiale figurant parmi les « as » de l’aviation.
Ancien mécanicien devenu pilote avec le grade de sergent dans l'Escadrille 69, il a remporté 5 victoires homologuées en combat aérien.
Il est mort en service commandé, victime d'une chute d'avion après le décollage. Fils unique, célibataire, il est inhumé au cimetière de Bourron-Marlotte, village dont il était originaire.
Cette commune lui a dédié un "Passage Rodde" en souvenir de son héroïsme.
Son nom est par ailleurs gravé sur le monument aux morts de Bourron-Marlotte, sur la plaque apposée dans l’église Saint-Sévère de Bourron portant le nom des paroissiens morts pour la France, et sur la plaque commémorative des as de guerre au Bourget.

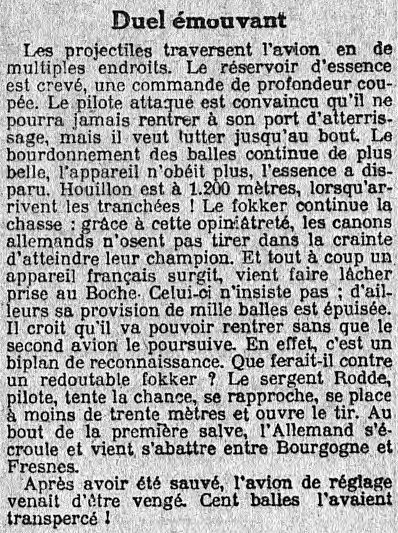
Paul Rodde - combat d'aviation - Le Matin du 29 juin 1916